# Behbahan
Behbahan (Persa: بهبهان, también Romanized como Behbahān y Behbehān) es una ciudad y la capital del Condado de Behbahan, en la provincia de Juzestán, Irán. En el censo de 2012 su población era de 107,410 habitantes.
Al norte de la ciudad se encuentran las ruinas de la ciudad antigua de Arraján, construida durante el periodo sasánida, donde pueden encontrarse restos importantes de la era Elamite.
Los habitantes de Behbahan (behbahanis) hablan un dialecto persa, así como también la lengua Sassanid, y todavía usan palabras de origen Khuzi, lengua de los habitantes originales de Khuzestan. Los behbahanis son descendientes de varias líneas: de los pueblos antiguos de Arrajan, la nobleza de los persas. Sin embargo, los habitantes de los distritos suburbanos son principalmente de origen Lors. La mayoría de los behbahanis provienen de los antiguos Arrajan (Arjan/Argan), que migraron después del terremoto que destruyó un dique e inundó la ciudad. Las personas de Arrajan eran originalmente zoroastristas durante el periodo elamita, y más tarde se convirtieron al islam. Los detalles de cómo o cuándo se convirtieron son inciertos. Según la historia oral y los ancianos de la ciudad, la población actual de Behbahan consta de una mezcla de 60% zoroastristas y 40% de otras creencias. Son mayoritariamente musulmanes, incluso algunos consideran al sabbath el día santo de la semana. También hay una minoría Baha'i .

## Etimología
El nombre (Behbahan) no fue mencionado en textos antes del siglo XIV. La tierra de qué es actualmente Behbahan era parte de Arya-gan (Arjan=Arregan=Argan), "ciudad en cambio". Anteriormente no estaba habitada. La ciudad de Arjan elamita,está localizada 10 kilómetros al norte de la ciudad de Behbahan en la provincia de Khuzestan. Una tumba de la era nueva Elamite fue descubierta durante la construcción de un dique en el río Maroon Río en otoño de 1982. La tumba perteneció a Kidin Hutran, un rey Elamite que gobernó durante el siglo VII a.c. Allí también se encontró un anillo de oro único con el diseño de dos leones a ambos lados del árbol sagrado. En este anillo, una frase escrita en el Elamite dice “Kidin Hutran, hijo de Cyrus”. Algunas reliquias de arcilla pertenecientes a la era Nueva Susan (aproximadamente 4500 años a.c.) y de la era Lapoyi fueron encontradas en Homayoon Tepe. Además, restos de una clase de arcilla especial de los comienzos del periodo de escritura (alrededor 3500 a.c.) fue descubierta durante los años 1970 en Tal Sabz (un sitio prehistórico a cinco kilómetros al de Arjan). Todo de estos descubrimientos indican a un poblamiento continuo en la llanura de Behbahan llanura durante unos 6500 años. Arjan estaba constituida de dos áreas, una vieja y una nueva. Debido a las actividades de construcción del dique Shohada en el río Maroon, gran parte del área vieja localizada en la cuenca de este río fue destruida. Aun así, los estudios en este sitio histórico indican que la región vieja era un poblado activo durante el periodo Elamite (aproximadamente 2000 a.c.) y la era Achaemenid (aproximadamente 300 a.c.). Según documentos históricos, el área nueva estuvo establecida a unos cuantos kilómetros del área vieja por el orden de Qobad yo, re Sassanid (499-531 d.c.). El sitio histórico de Arjan era una ciudad florida durante que quedó en pie hasta el principio del periodo islámico. Según la evidencia histórica, era una ciudad muy rica que cubría una área vasta que se extendía hasta las montañas de Zagros. La ciudad experimentó muchos cambios y conflictos con la dinastía Al-e Bouye. Arjan fue devastada por un terremoto en 1085 d.c. Quienes sobrevivieron al terremoto emigraron hacia el del sur y establecieron lo que hoy es la ciudad de Behbahan. Un grupo persa que vivía en tiendas fue forzado para dejar la ciudad y asentarse al otro lado del río Maroon. Allí, fundaron una ciudad en la llanura, donde empezaron construir casas mejores, las "Tiendas Buenas". Aquellas tiendas nunca fueron hechas de lana en el nuevo sitio nuevo sino que las construyeron con ladrillos y arcilla.
El nombre Behbahan es un resultado de la combinación de dos palabras, "Beh" y "Bahan".
La primera parte, "beh" (persa: به), sencillamente significa "Bien".
La segunda parte, "bahan" (persa / Antiguo Khuzi iraní: بهان), significa "una tienda".
El nombre de Behbahan significa, simplemente, "Tienda Buena".
Otra investigación muestra que la ciudad no nació a raíz del desastre natural que destruyó Arjan(aka Arjaan, Argan o Argun). En el siglo XIV la ciudad superó a Arjan, que estaba en decadencia.

## Personas famosas
Ariobarzanes de Persia;
Simin Behbahani, Taha Behbahani, Behbehanian Mahin MD, Dr..Khosrow Behbehani, Iraj Bashiri, y Zohreh Behbehani.
Marafi Behbahani, uno de los primeros mercaderes en asentarse en Kuwait. Marafi se radicó en Kuwait en 1740 y sus descendientes están actualmente entre los empresarios más ricos del país.
Ahmad Behbahani, experto de seguridad iraní, huyó a Turquía cuándo Ahmedinjad asumió el poder, y se presume que fue ahorcado en la prisión de Evin. Él estuvo a la cabeza del operativo que bombardeó al Pan Am 103, como venganza por el tiroteo en el cual el USS Vincennes derribó al IR665 el 3 de julio de 1988.